# Ecnomus obtusus
Ecnomus obtusus is een schietmot uit de familie Ecnomidae. De soort komt voor in het Oriëntaals gebied.